# Джефф Кемерон
Джефф Кемерон (англ. Geoff Cameron, нар. 11 липня 1985, Аттлборо, США) — американський футболіст, півзахисник, захисник клубу MLS «Цинциннаті» та національної збірної США.

## Клубна кар'єра
У дорослому футболі дебютував 2005 року виступами за команду клубу «Род Айленд Стінгрейс», в якій провів два сезони, взявши участь у 33 матчах чемпіонату.
Своєю грою за цю команду привернув увагу представників тренерського штабу клубу «Х'юстон Динамо», до складу якого приєднався 2008 року. Відіграв за команду з Х'юстона наступні чотири сезони своєї ігрової кар'єри. Більшість часу, проведеного у складі «Х'юстон Динамо», був основним гравцем команди.
До складу англійського «Сток Сіті» приєднався 2012 року. Відтоді встиг відіграти за команду з міста Сток-он-Трент 72 матчі в національному чемпіонаті.

## Виступи за збірну
2010 року дебютував в офіційних матчах у складі національної збірної США. Наразі провів у формі головної команди країни 55 матчів, забивши 4 голи.